# اواریستوس
پاپ اواریستوس (به انگلیسی: Pope Evaristus) یکی از پاپ‌های کلیسای کاتولیک رم بود و بین سال‌های ۹۷ تا ۱۰۷ میلادی پاپ بود.